# Parabeldüne
Parabeldünen sind gebundene, einfache Dünenformen, die bei konstanter Windrichtung vorwiegend an Küsten auftreten. Sie werden teils durch Feuchtgebiete und von pflanzlichem Bewuchs stabilisiert.

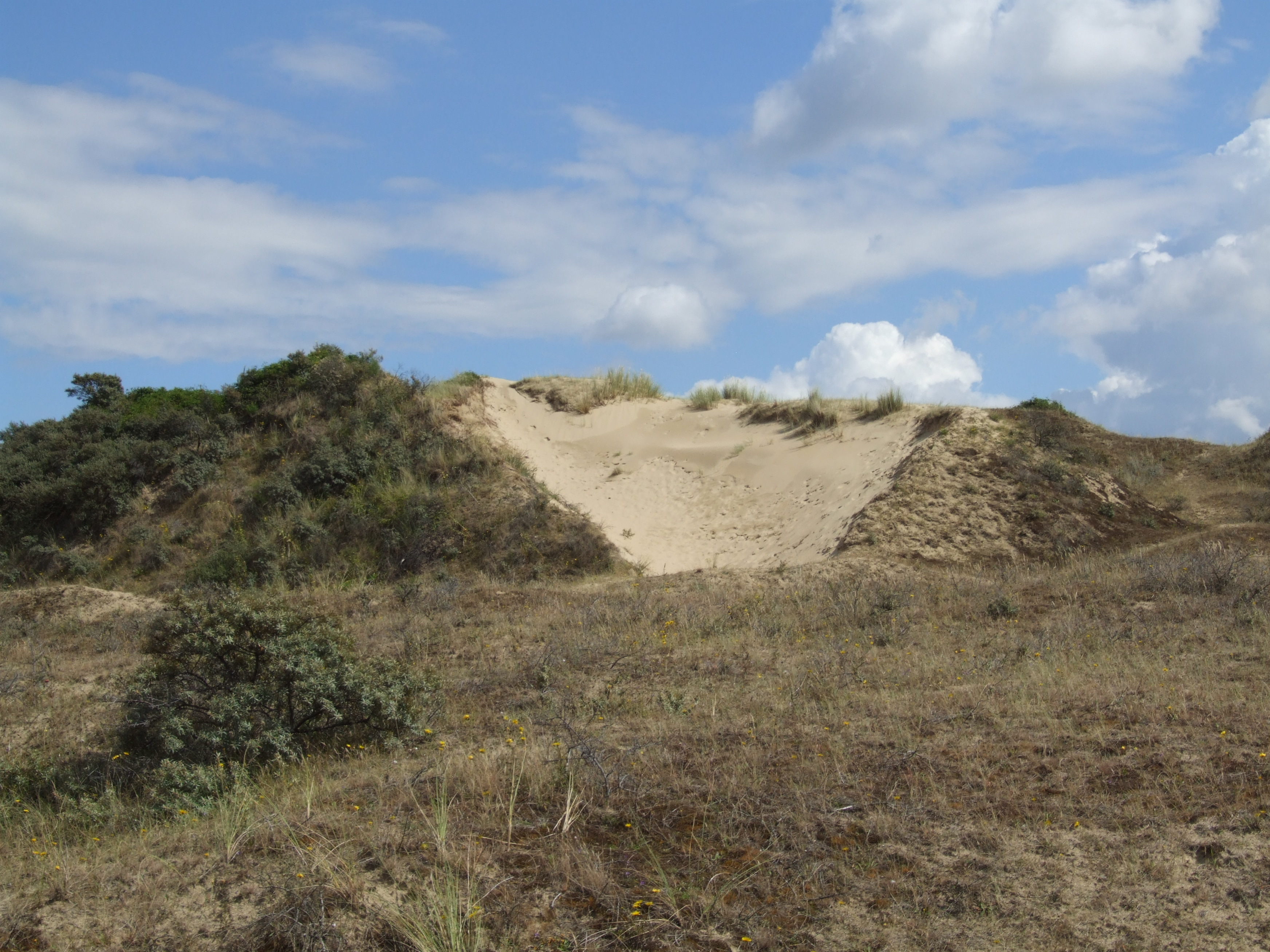
Parabeldüne an der französischen Nordsee im Gebiet Dune du Perroquet

## Etymologie
Die Bezeichnungen Parabeldüne, Paraboldüne oder Bogendüne sind vom konvex in die Windrichtung gebogenen, parabelförmigen Grundriss dieser Dünen abgeleitet.

## Beschreibung

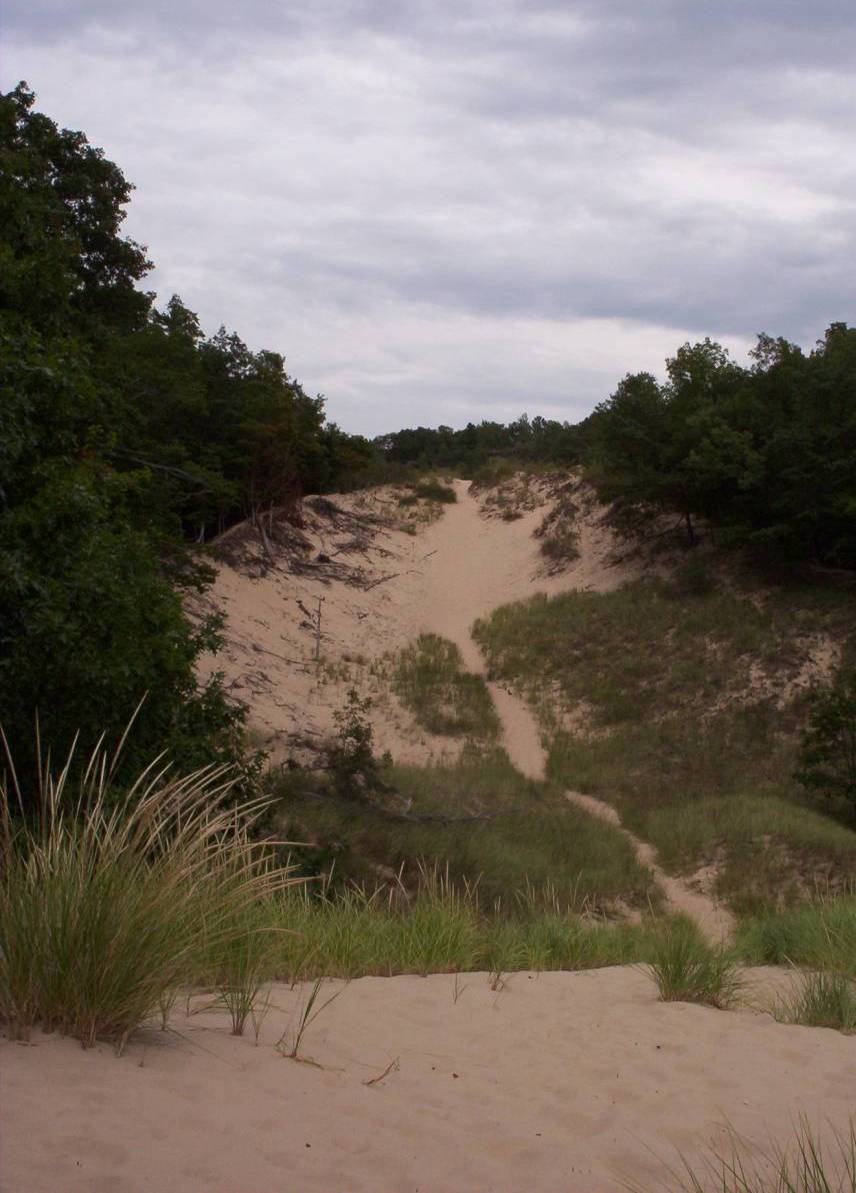
Parabeldüne im Hoffmaster State Park in Michigan

Parabeldünen, im Englischen als parabolic dunes, blow-out dunes oder upsiloidal dunes bezeichnet, sind Sicheldünen ähnlich. Sie sind jedoch schmaler und haben im Grundriss eine U-förmige, den Sicheldünen entgegengesetzte Krümmung, d. h. ihre konvexen Seiten zeigen leewärts, ihre Schenkel (oder Arme) aber in Windrichtung. Sie sind teilweise mit Vegetation bewachsen. Der von Vegetation fast freie Mittelteil der Dünen zieht schneller voran als die im Extremfall bis zu 2 Kilometer langen Schenkel, die dem Hauptkamm nicht folgen können, weil sie durch ihre dichtere Vegetation (Heidekraut, Krähenbeere usw.) „verankert“ werden. Der mehr oder weniger vegetationsfreie Mittelteil (oder Nase), bewegt sich durch lawinenartige Sandrutschungen über seinen Leehang vorwärts.
Die Größenordnung von Parabeldünen schwankt vom Zehner- zum Hundertmeter-Bereich, wobei ihre Länge ein Vielfaches (gewöhnlich > 3) ihrer Breite annehmen kann.
Aufgrund der Sandausblasung (Deflation) zwischen den Schenkeln entsteht eine erosionsbedingte, gelegentlich mit Wasser gefüllte Senke, die windabwärts halbkreisförmig von einem abgerundeten bis scharfen Dünenkamm umgeben wird, von welchem die leeseitigen Rutschhänge ausgehen. Der Dünenkamm erreicht gewöhnlich Höhen von 10 Meter über der Deflationswanne, kann aber in Extremfällen auf bis zu 70 Meter anwachsen.
Parabeldünen treten meist gehäuft und in unregelmäßiger räumlicher Verteilung auf. Sie können aber auch in Nestern oder gegeneinander versetzt angeordnet sein.

### Typologie
Pye unterteilt Parabeldünen in einfache, komplexe und zusammengesetzte Formen.
Bei den einfachen Formen unterscheidet er mit wachsender Krümmung mondsichelartige (lunate), halbkreisförmige (hämizyklische), gebauchte (lobate) Formen (mit einem Länge/Breite-Verhältnis von <3) sowie ausgelängte (elongate) Formen (Länge/Breite-Verhältnis >3).
Komplexe Formen können von einzelnen Sicheldünen, barchanoiden Rücken bzw. Aklé überlagert werden. Manchmal tragen sie auch kleinere Parabeldünen mit Deflationswanne sowie Überreste von ausgelängten und gefingerten Parabeldünen.
Die einfachsten zusammengesetzten Formen entstehen aus der gegenseitigen Überlagerung zweier Parabeldünen. Zusammengesetzte Parabeldünen können aber auch, wie beispielsweise in der Thar-Wüste, seitwärts zu rechenartigen Strukturen verwachsen, wobei die Arme von jeweils zwei benachbarten Dünen geteilt werden. Dieser Fall tritt immer dann ein, wenn einzelne Parabeldünen eines Dünenfeldes unterschiedliche Fortbewegungsraten besitzen. Größere Parabeldünen beherbergen auch zuweilen kleinere Parabeldünen nestartig in ihrem Inneren. Seitliche Verwachsungen zu gefingerten Strukturen in Form einer Hand sind ebenfalls bekannt.
Windabwärts können Parabeldünen in Sicheldünen übergehen.
Bei zur Neige gehendem Sandvorrat kommt es vor, dass der Zentralteil der Parabeldüne durchblasen und eine Sandzunge abgelagert wird. Als Reliefformen bleiben dann nur noch die langgezogenen Seitenarme übrig, die oberflächlich betrachtet Längsdünen ähneln.

## Internaufbau
Hauptwesensmerkmal des Internaufbaus von Parabeldünen sind ihre leicht konvex nach unten gebogenen Foreset-Lagen, die aufgrund des partiellen Pflanzenbewuchses diese geometrische Anordnung annehmen. Bedingt durch den im Halbkreis verlaufenden Rutschhang können die Streichrichtungen der Foreset-Einfallswinkel um bis zu 200° streuen.
Die internen, durch Diskordanzen (engl. bounding surfaces) voneinander abgetrennten Schrägschichtungskörper können einen recht komplizierten Aufbau vorweisen. So fand Ahlbrandt (1975) in den Dünen Wyomings konvex nach oben verlaufende Schrägschichtungen.
Auf der Luvseite beträgt der Einfallswinkel der Schichtlagen meist weniger als 10°. Die Lagen der Leeseite sind im Vergleich zu anderen Dünen wesentlich flacher und fallen generell mit rund 20° windabwärts ein, steilere Winkel sind selten.
Das Pflanzenwachstum folgt den einzelnen Schichtlagen, die mit organischem Material überzogen werden. Wurzelstöcke jedoch durchdringen die Schichten senkrecht.

## Entstehung
Parabeldünen entstehen in Regionen mit nennenswertem Niederschlag (semiarid bis humid), der die Entwicklung einer lockeren Vegetationsdecke ermöglicht – oft hinter kleineren Seen oder Feuchtgebieten.
Für ihre Entstehung nennt Cooper (1958) folgende Bedingungen:
- Eine generell stabile Unterlage, die es dem Wind ermöglicht, an unterschiedlichen Schwächepunkten der Sandbedeckung anzugreifen.
- Eine hinreichende Sandmächtigkeit, damit das Vorwärtswandern der Düne auf relative enge Frontbereiche beschränkt bleiben kann.
- Eine unidirektionelle Windrichtung.[12]

Nachdem sich eine genügend große Deflationswanne (engl. blow-out) gebildet hat, kann sich ein Dünenkamm (engl. blow-up) mit halbkreisförmigen Rutschhang etablieren, der allmählich windabwärts wandert. Die passiv bleibenden Schenkel werden dadurch in die Länge gezogen.

## Vorkommen
Parabeldünen sind in ihrem Vorkommen weitgehend an Dünenfelder des Küstenbereichs gebunden. Sie treten vorwiegend im gemäßigten Klimabereich auf, können aber auch in wärmeren und gelegentlich auch in periglazialen Klimazonen beobachtet werden. In den heißen Sandwüsten des Binnenlandes sind sie selten, eine Ausnahme bildet die Thar-Wüste Indiens und Pakistans. Kleinere Vorkommen finden sich auch im Südwesten der Kalahari, in Saudi-Arabien, im Nordosten Arizonas und im White Sands National Monument von New Mexico.
Vorkommen im Einzelnen:
- Australien:
  - Queensland – Cape Bedford, Cape Flattery
- Deutschland:
  - Amrum
  - Sylt
- Indien und Pakistan:
  - Thar-Wüste
- Mexiko:
  - Tabasco
- Saudi-Arabien:
  - Jafurah-Wüste
- Südafrika:
  - Kalahari
- Vereinigte Staaten:
  - Arizona
  - Idaho – Saint Anthony Dunefield im Snake River Plain
  - Michigan – Hoffmaster State Park
  - New Mexico – White Sands National Monument
  - Wyoming – Killpecker Dunefield